# Пука (город)
Пука (алб. Pukë) — город области Шкодер на севере Албании. Административный центр одноименного округа
Расположена в центральной части Северной Албании, вдоль левого берега реки Дрин на расстоянии около 60 км к востоку от Шкодера на главной дороге в Кукес и Косово.
Население по состоянию на 2011 год — 3607 человек.

## История
Албанист А. А. Новик считает, что албанский топоним "Pukë" происходит от латинского "via publica" (общественная дорога). 
Город основан иллирийцами. Городище обнаружено в четырёх километрах к югу от центра нынешнего города. На месте оформившегося ещё с римского периода центра крестьянского торга османами позднее был оформлен административный центр. Руины крепости над Пука принадлежат князю Леке Дукаджини, современнику Скандербега. Один из канунов-обычаев, созданных Леки Дукаджини в XV веке носит название — Канун Пуки (Kanuni i Pukës).

## Экономика

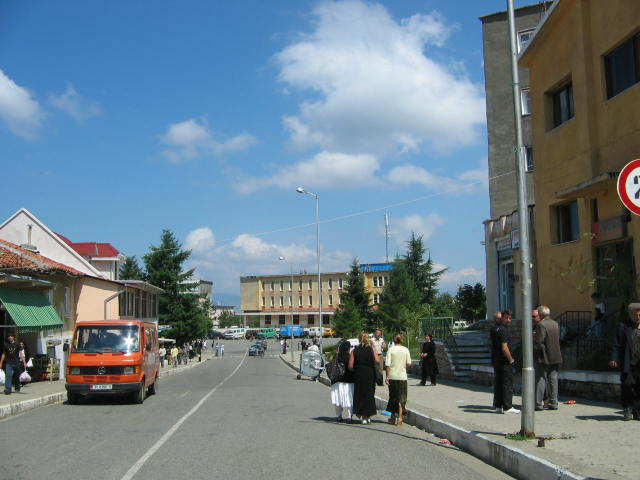

Экономика, в основном, базируется на сельском хозяйстве. Главный работодатель - государство. Безработица составляет около 40% населения.  В последние годы город постоянно теряет жителей, которые мигрировали на побережье или за границу.
В городе есть футбольный клуб Тербуни Пука.